# Jeff MacKay
Jeffery Neill „Jeff“ MacKay (* 20. Oktober 1948 in Dallas, Texas; † 22. August 2008 in Tulsa, Oklahoma) war ein US-amerikanischer Schauspieler, der überwiegend in Fernsehserien mitgespielt hat.

## Leben
Jeff MacKay, der von seinem Cousin Robert Redford zur Schauspielerei gebracht wurde, ist dem deutschsprachigen Publikum als Darsteller aus der Serie Magnum bekannt. Dort stellte er in insgesamt 22 Folgen die Figur des Lieutenant Mac Reynolds, genannt Mac, eines engen Freundes von Thomas Magnum, dar.  Für die Abenteuerserie Die Himmelhunde von Boragora (1982–1983), in der er eine Hauptrolle bekam, verließ MacKay zu Beginn der dritten Staffel die Stammbesetzung von Magnum. Als Die Himmelhunde von Boragora nach nur einer Staffel eingestellt wurde, kehrte er zu Beginn der fünften Staffel zu Magnum zurück.
Ferner war er im deutschsprachigen Fernsehen in den Serien Pazifikgeschwader 214 (1976–1978), Airwolf (1984–1986) und JAG – Im Auftrag der Ehre (1995–2005) zu sehen. In JAG verkörperte er die Figur von Big Bud Roberts sowie zwei weitere Figuren in Einzelfolgen. Während seiner Schauspielkarriere war MacKay an insgesamt 31 Produktionen beteiligt. Seine letzte Rolle hatte er in dem Filmdrama December, das jedoch erst nach seinem Tod Premiere hatte.
Jeff MacKay starb im Jahr 2008, im Alter von 59 Jahren, an Leberversagen in Tulsa, Oklahoma.

## Filmografie (Auswahl)
- 1974: Hot Summer in Barefoot County
- 1976: Die Unbestechlichen (All the President’s Men)
- 1976–1978: Pazifikgeschwader 214 (Baa Baa Black Sheep, Fernsehserie, 36 Folgen)
- 1978–1979: Kampfstern Galactica (Battlestar Galactica, Fernsehserie, drei Folgen)
- 1980–1988: Magnum (Magnum, p.i., Fernsehserie, 22 Folgen)
- 1982–1983: Die Himmelhunde von Boragora (Tales of the Gold Monkey, Fernsehserie, 22 Folgen)
- 1984: Airwolf (Fernsehserie, Folge 1x11 und 2x01)
- 1984: Der Songschreiber (Songwriter)
- 1985–1987: Transformers (The Transformers, Zeichentrickserie, Synchronstimme, 17 Folgen)
- 1991: Cobra Attack (Frame Up)
- 1993: Berlin Break (Fernsehserie, eine Folge)
- 1994: Tödliches Spiel (Frame-Up II: The Cover-Up)
- 1997: Trials of Life
- 1998–2005: JAG – Im Auftrag der Ehre (JAG, Fernsehserie, zwölf Folgen)
- 2000: Diagnose: Mord (Diagnosis Murder, Fernsehserie, Folge 7x13)
- 2010: December